# Marnix Mabbe
Marnix Mabbe (25 april 1963) is een Belgische voormalige atleet, die gespecialiseerd was in de middellange afstand. Hij werd tweemaal Belgisch kampioen.

## Loopbaan
Mabbe nam in 1981 op de 800 m deel aan de Europese kampioenschappen voor junioren in Utrecht. Hij werd uitgeschakeld in de halve finale. In 1984 en 1988 werd hij Belgisch kampioen op die afstand. Hij was aangesloten bij AC Meulebeke en Flanders Atletiekclub. Na zijn actieve carrière werd hij daar bestuurslid.

## Belgische kampioenschappen
| Onderdeel | Jaar       |
| --------- | ---------- |
| 800 m     | 1984, 1988 |

## Persoonlijk record
| Onderdeel | Prestatie | Datum            | Plaats  |
| --------- | --------- | ---------------- | ------- |
| 800 m     | 1.48,47   | 4 september 1988 | Brussel |

## Palmares
800 m
- 1981:  BK AC - 1.53,09
- 1981: 5e in ½ fin. EK U20 in Utrecht - 2.02,17
- 1984:  BK AC - 1.52,72
- 1988:  BK AC - 1.48,47